# Tetrahedriet
Het mineraal tetrahedriet is een koper-ijzer-antimoon-sulfide, een verbinding van sulfiden met koper, ijzer en antimoon met verhoudingsformule Cu9Fe2+3Sb4S13. Het is een sulfozout. De naam komt van het Oudgriekse τετράεδρος, tetraedros, dat viervlak betekent. De kristallen die het vormt hebben vaak de vorm van viervlakken. Tetrahedriet is opaak en de kleur is staalgrijs of zwart, het heeft een metallische glans en een zwarte streepkleur. Het heeft een kubisch kristalstelsel en geen splijting. Tetrahedriet heeft een massadichtheid van 4,9 kg/l, de hardheid is 3,5 tot 4 en het is niet radioactief. Het is een mineraal dat in hydrothermale aders wordt gevormd en in gesteenten van lage tot gemiddelde temperatuur die contactmetamorf zijn. De typelocatie is op de bergstad Freiberg in het Ertsgebergte in Duitsland, maar het wordt ook in Casapalca in Peru en in Cavnic in het noorden van Roemenië gevonden.